# Bobo-Dioulasso
Bobo-Dioulasso és una ciutat de Burkina Faso, la segona en població després d'Ouagadougou. És la capital de la regió dels Hauts-Bassins, de la província d'Houet i prefectura del departament de Bobo-Dioulasso.
Batejada així pels colons, el seu nom significa 'la casa dels Bobo-dioula' (una ètnia que va fundar la ciutat). La seva estació, sobre la línia que connecta Abidjan i Ouagadougou, és d'una sorprenent arquitectura.

## Situació geogràfica
Situada al sud-oest de Burkina, antiga capital colonial i encara considerada capital econòmica, Bobo-Dioulasso cobreix una superfície de 13.678 ha i tenia, al cens de 1985, 231.162 habitants. La taxa de creixement és del 7,23%, cosa que donava el 1995 412.000 habitants. Al cens de 2006, la ciutat tenia 489.967 habitants. El municipi de Bobo-Dioulasso està administrat per un alcalde i un ajuntament elegits al si del consell municipal per una durada de cinc anys. La ciutat gaudeix d'un clima més aviat suau.

## Història
Plaça administrativa i militar des de 1897, la ciutat actual de Bobo-Dioulasso ha conegut diverses vicissituds. Va néixer i es va desenvolupar a partir d'un petit poble anomenat «Kibidoué» fundat per agricultors Bobo vinguts del Mandé cap a 1050.
Aquests agricultors Bobo, després estar-se instal·lats sota el «Kibi», que significa 'arbre' en Bobo, van decidir de batejar el seu poble «Kibidoué». Després Kibidoué donarà lloc a «Sya», poble més gros amb l'arribada progressiva dels comerciants dioules vinguts del Regne de Kong i d'uns altres migrants vinguts del sud. Aquesta arribada dels dioules va generar una ètnia metissa anomenada bobo-dioula, que ocupa l'actual barri de Dioulassoba, que significa 'la gran família dels dioules'.
La llegenda consagra diverses versions a aquesta denominació de Sya, i una de les versions diu que Sya era el nom d'una jove venedora dioula a Kibidoué, reputada per la seva generositat.
El 1904, el coronel Caudrelier va batejar la ciutat Bobo-Dioulasso, que, literalment traduït del dioula, significa 'casa dels Bobo-Dioula'.
Molt de temps considerada com la capital econòmica del país, sobretot per la seva proximitat a Abidjan i per la seva forta producció de cotó, principal riquesa del país, la ciutat està perdent embranzida des de les crisis de Costa d'Ivori de 2002 i 2010-2011. La ciutat no acull més que un 20% de les empreses del país enfront del 58% per Ouagadougou.
El 2011, la ciutat fou sacsejada per una revolta que va afectar el país; fou sobretot afectada pels motins dels militars del camp d'Ouezzin Coulibaly i la intervenció de l'exèrcit que va sufocar el motí: hi hagué 7 morts i 25 ferits entre el 31 de maig i el 6 de juny.

## Administració

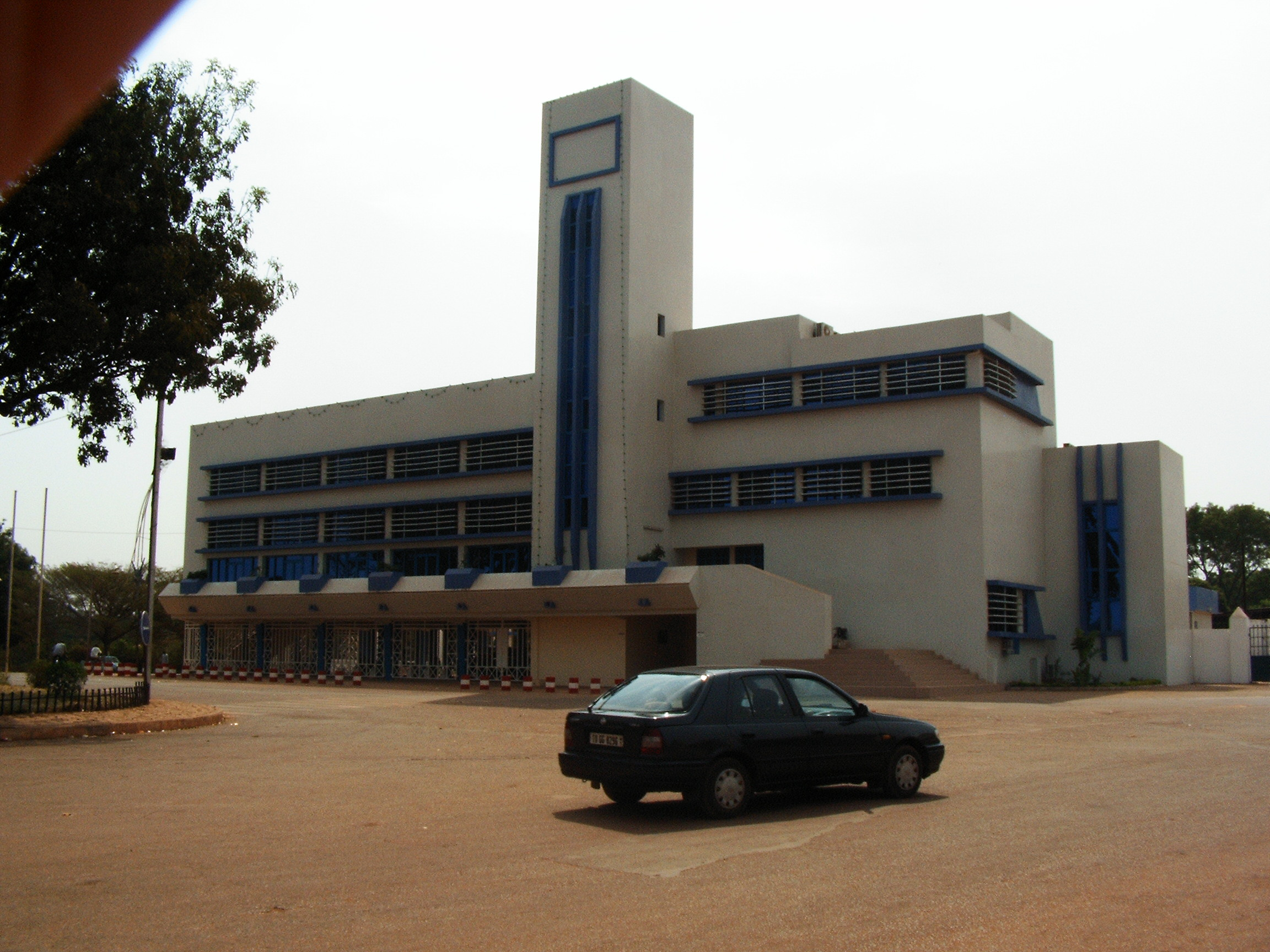
L'alcaldia de Bobo-Dioulasso

En l'etapa actual, en els termes de l'article 7 de la llei núm. 004/93/ADP de 12 de maig de 1993 sobre organització municipal, Bobo-Dioulasso fou erigida en municipi de ple exercici, estatut del qual ja es beneficiava abans, donada la seva importància.
La llei 006/93/ADP de 12 de maig de 1993 dona al municipi de Bobo-Dioulasso un estatut particular: està organitzat en tres districtes, que són:
- Districte de Dô
- Districte de Dafra
- Districte de Konsa

És aquesta mateixa llei la que fixa els límits del municipi de Bobo-Dioulasso.
Aquests municipis reagrupen vint-i-cinc sectors. Cada sector comporta un antic nom, però amb el nou nomenament en sectors el terme ex s'ha utilitzat per a designar-los. Exemple: Sector 1, ex-Dioulassoba.

## Economia
A Bobo-Dioulasso l'administració i el comerç constitueixen les branques d'activitat més importants.
Aquestes dues branques d'activitat ocupen dos terços dels actius. Els serveis en conjunt concentren el 84% dels actius.
Les característiques socioeconòmiques de Bobo-Dioulasso poden analitzar-se per les funcions urbanes com el transport, el comerç, la indústria, els serveis públics i l'agricultura.

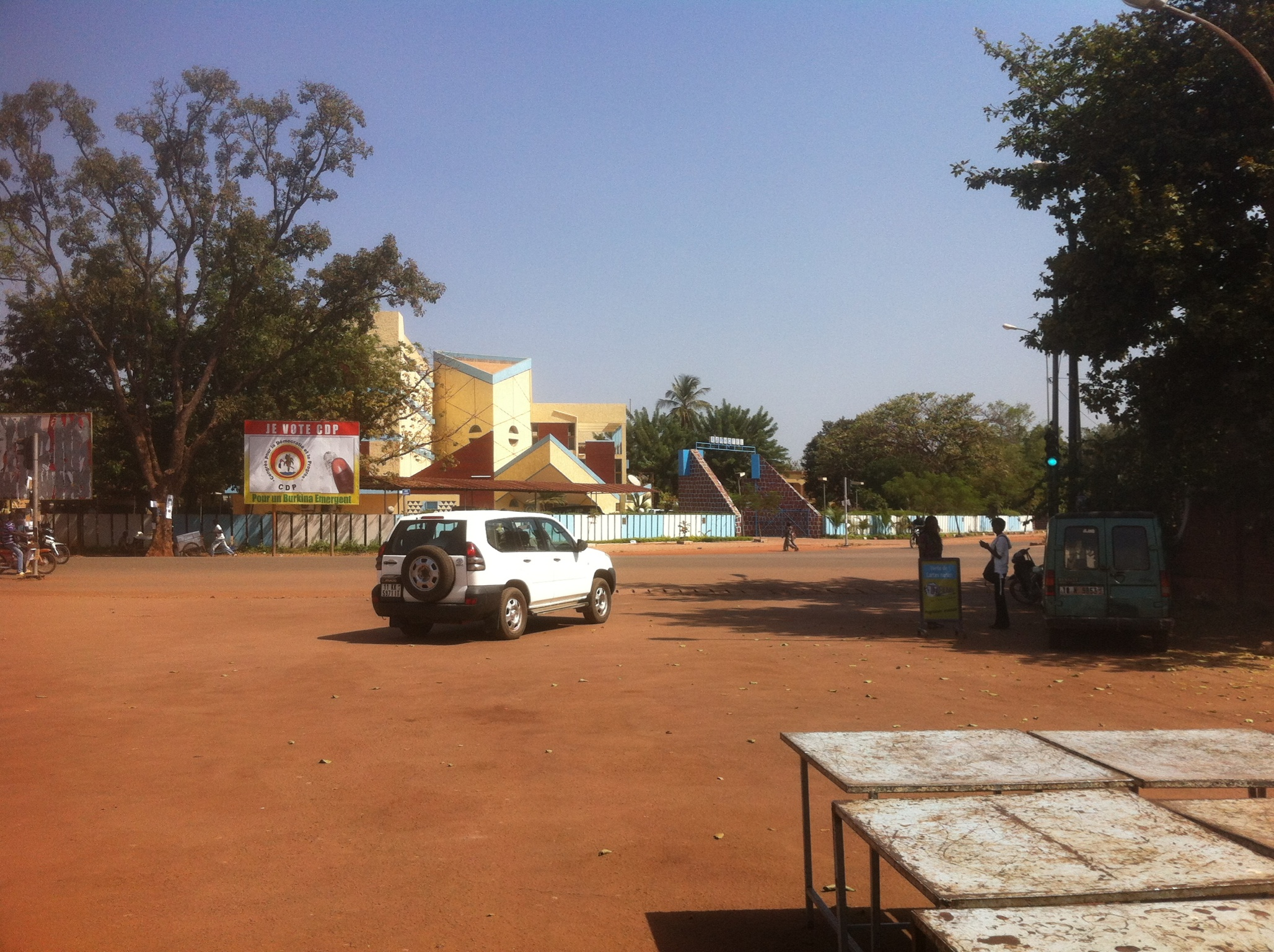
Hotel Ran Somketa de Bobo-Dioulasso

### El comerç
Del fet de la seva posició d'encreuament amb Àfrica de l'Oest, la funció comercial té un lloc important a Bobo-Dioulasso. Un gran nombre de cases de comerç nacionals i estrangeres tenen la seu a Sya.
El repertori de la Cambra de Comerç esmenta 180 establiments de comerç actiu que van del comerç general a l'import–export, a la venda de tèxtils, materials de construcció, al comerç de les màquines, automòbils o aparells elèctrics; Bobo-Dioulasso conté aproximadament 18 mercats.

### La indústria
L'essencial del teixit industrial bobolès està constituït per l'agroalimentació (Brakina, Citec Huilerie) per la agroindústria (Sofitex, Sofib, Mabucig), indústria lleugera (Sonaceb cartonnage, Winner piles, Filsah productes de cotó), per la mecànica i la metal·lúrgia (Sifa, CBTM, Profimétaux, EERI-BF, AUMI) i per la química i els seus derivats (Saphyto, SAP). La zona industrial condicionada al llarg de la via fèrria s'estén actualment cap al barri Lafiabougou.
La indústria bobolesa està sobretot destinada al mercat interior, però amb el desenvolupament de la indústria cotonera, és possible de considerar-la una indústria d'exportació.
Des de 2005 una indústria d'exportació de fruita, sobretot de mangos frescs, s'ha posat en marxa. Hi ha una indústria de condicionament pública -el Terminal Fruitier- i una fàbrica privada.

### El transport
L'aeroport de Bobo-Dioulasso (codi AITA: BOY, codi OACI: DFOO) està dotat d'una pista de 3.300 m (després de Dakar, la més llarga de l'Àfrica occidental) i pot rebre tota classe d'avions. Hi ha dos vols per setmana cap a Abidjan i Ouagadougou.

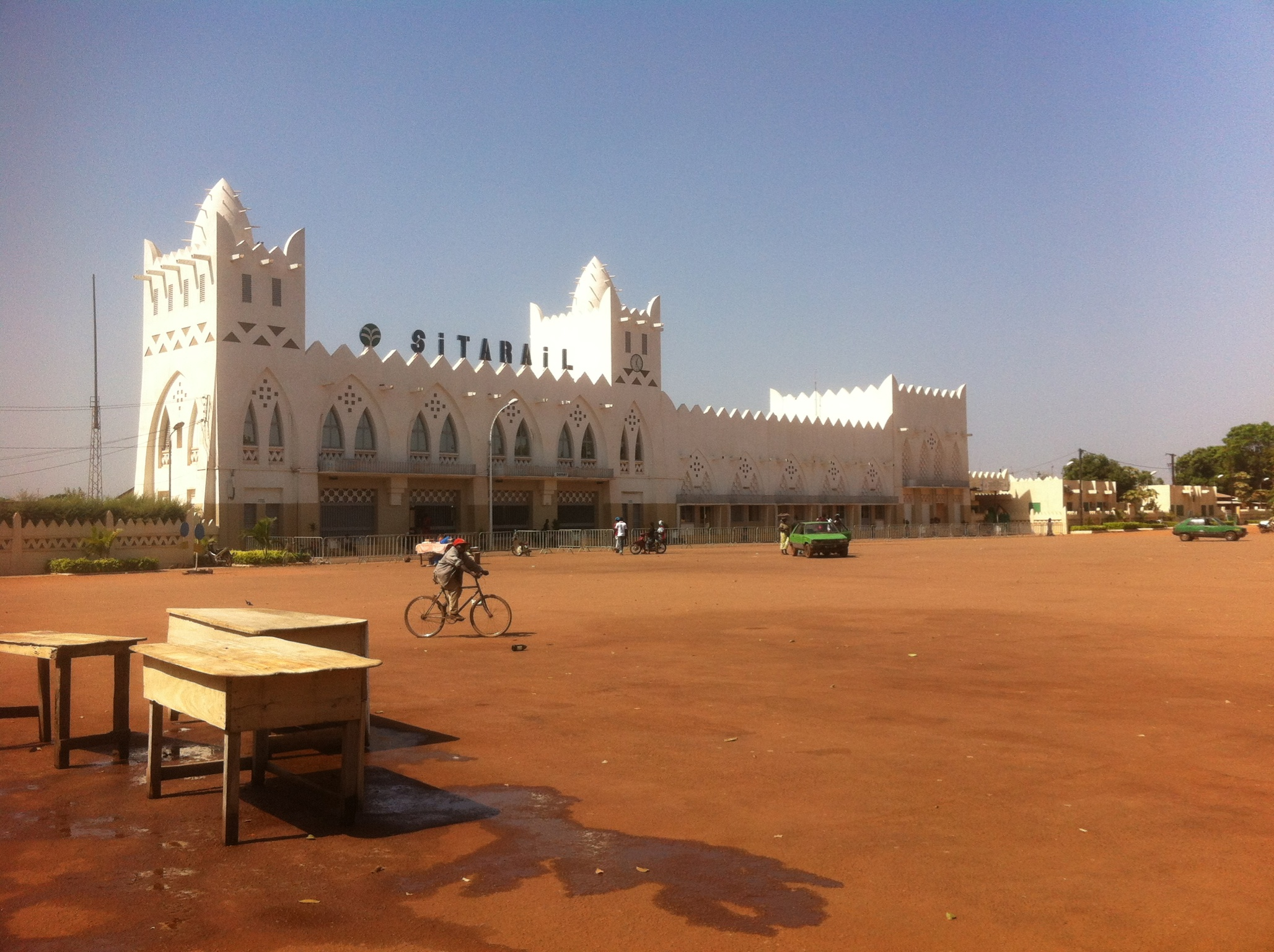
Estació de Bobo

Bobo-Dioulasso està situada en la via fèrria Abidjan-Ouagadougou, explotada per la Sitarail. Hi ha tres trens de passatgers per setmana cap a Abidjan i Ouagadougou, i aproximadament dos trens de mercaderies per dia. Una plataforma de contenidors moderna se'n troba en la zona industrial.
Pel transport viari, la ciutat és un important encreuament sobre l'eix Mali-Lomé.

## Agermanaments
- Châlons-en-Champagne (França) des del 28 d'agost de 1970
- Departament de la Gironde (França) des de 1993
- Bamako (Mali) des de 1994
- Fes (Marroc) des de 2005
- Saint-Étienne (França) des de 2009 (convenció de col·laboració)